# يوكي ماتسوي
يوكي ماتسوي (باليابانية: 松井裕樹؛ بالكانا: まつい ゆうき) هو لاعب كرة قاعدة ياباني، ولد في 30 أكتوبر 1995 في يوكوهاما في اليابان.

## وصلات خارجية
- يوكي ماتسوي على موقع دوري كرة القاعدة الرئيسي (الإنجليزية)
- يوكي ماتسوي على موقع الدوري الياباني لكرة القاعدة (الإنجليزية)
- يوكي ماتسوي على موقعبيزبول رفرنس.كوم (الدوري الرئيسي) (الإنجليزية)
- يوكي ماتسوي على موقعبيزبول رفرنس.كوم (الدوري الثانوي) (الإنجليزية)
- يوكي ماتسوي على موقع إي إس بي إن.كوم (أم.أل.بي) (الإنجليزية)
- يوكي ماتسوي على موقع مشجعي الرسوم البيانية (الإنجليزية)